# Cechenena aegrota
Espèce
Cechenena aegrota est une espèce de lépidoptères (papillons) de la famille des Sphingidae, de la sous-famille des Macroglossinae, de la tribu des Macroglossini, de la sous-tribu des Choerocampina et du genre Cechenena.

## Description
Les mâles de cette espèce ont une envergure de 72 à 76 millimètres, tandis que les femelles ont une envergure de 88 à 92 millimètres. Cette espèce est sexuellement dichromatique, les femelles étant plus sombres et plus brunes que les mâles.

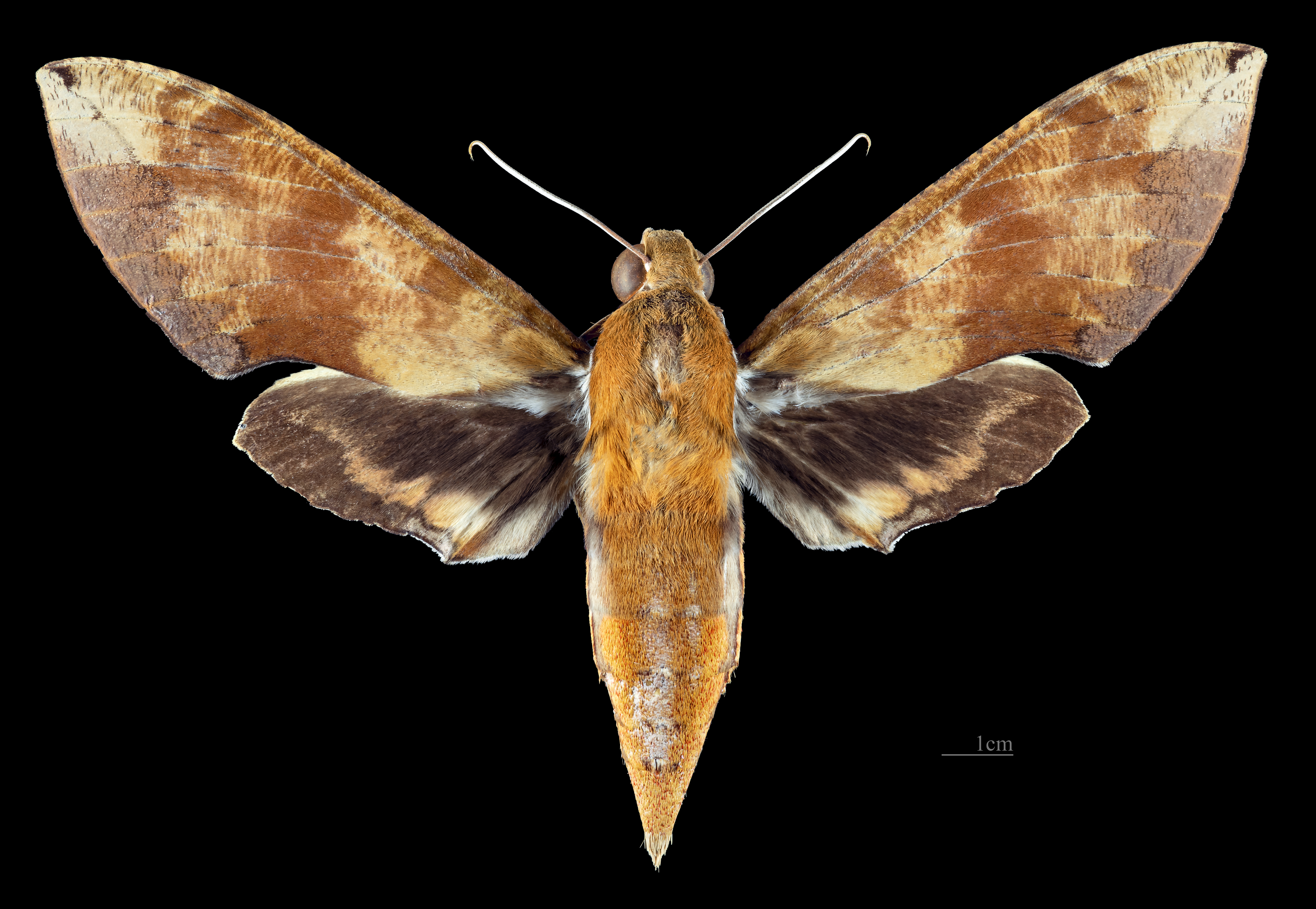
Avers de la femelle (coll.MHNT)
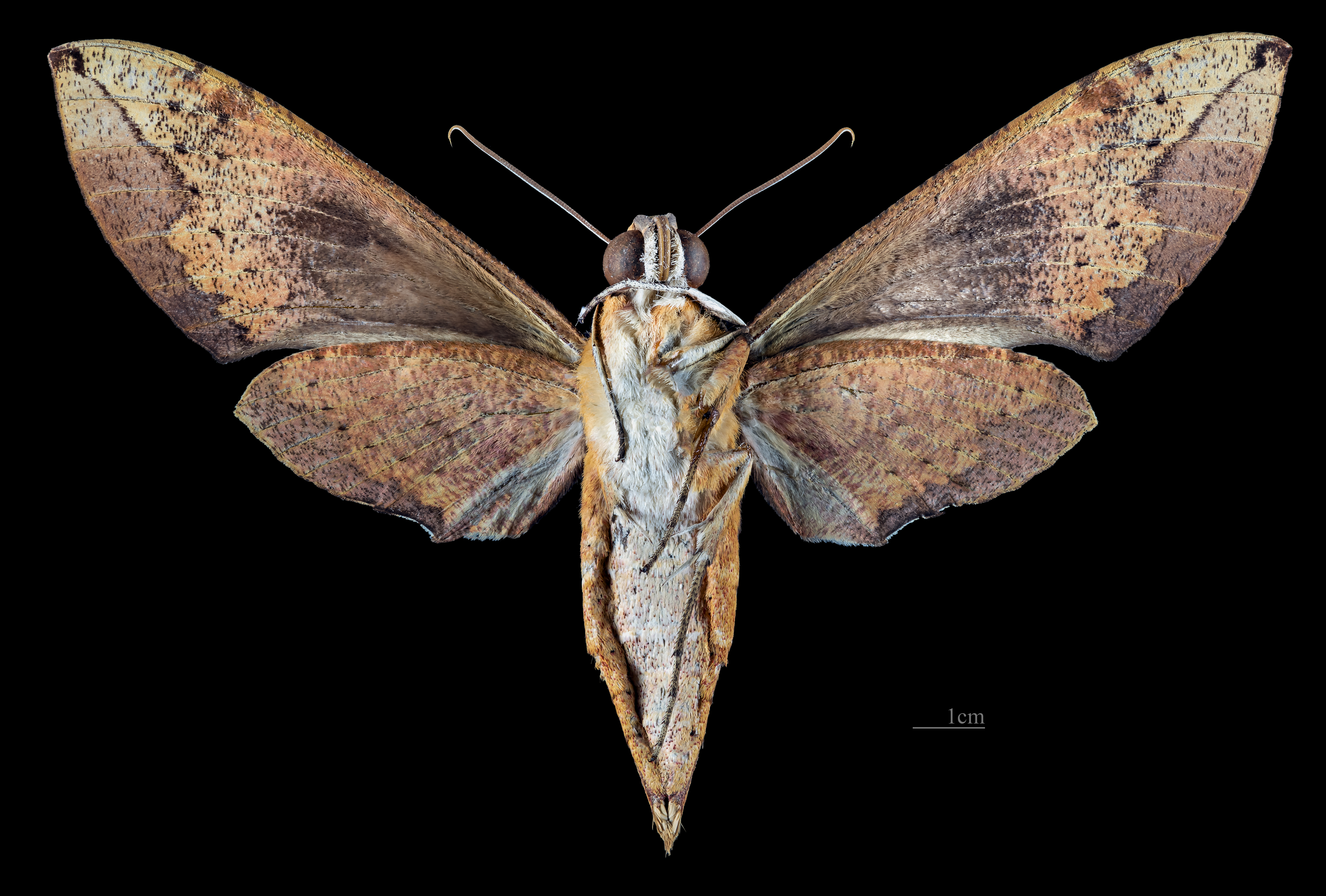
Revers de la femelle (coll.MHNT)

## Répartition et habitat
Répartition
L'espèce est connue au Népal, au nord-est de l' Inde (Sikkim, Meghalaya), au Bangladesh, en Thaïlande, au Laos, au sud de la Chine (Hainan, Hong Kong), au Vietnam, et en Malaisie.

## Biologie
Les adultes volent de mars à décembre, avec un pic en avril à Hong Kong. Les chenilles se nourrissent des espèces du genre Psychotria.

## Systématique
- L'espèce Cechenena aegrota a été décrite par l'entomologiste britannique Arthur Gardiner Butler en 1875, sous le nom initial de Pergesa aegrota[1].

### Synonymie
- Pergesa aegrota Butler, 1875 protonyme
- Theretra catori Rothschild, 1894 [2]
- Daphnis chimaera Rothschild, 1894[3]
- Cechenena albicosta Tutt, 1904
- Cechenena aegrota occidentalis Clark, 1935

## Liste des sous-espèces
- Cechenena aegrota aegrota
- Cechenena aegrota kueppersi Eitschberger, 2007 (Nord Vietnam)